# Sheila Scott
Sheila Scott (Worcester, Worcestershire, 27 d'abril de 1922 – Londres, 20 d'octubre de 1988), va ser una aviadora anglesa que va batre més de 100 rècords d'aviació amb els seus vols de llarga distància, entre els quals un vol d'una volta i mitja al món, de 34.000 milles (55.000 km), el 1971. Amb aquest vol es convertia també en la primera persona a sobrevolar el pol Nord en un avió petit.

## Primers anys
Nascuda com a Sheila Christine Hopkins, va tenir una infantesa difícil, escolaritzada en un internat a Worcester. Durant la Segona Guerra Mundial es va incorporar als serveis com a infermera en l'Hospital Naval de Haslar.
En 1943, va començar una carrera com a actriu com a Sheila Scott, un nom que mantindria fins i tot després de deixar els escenaris. Va actuar en teatre, cinema i televisió i també va treballar com a model (1945-1959).
Va estar casada entre 1945 i 1950 amb Rupert Bellamy.

## Carrera com a aviadora
El 1958 va aprendre a volar en solitari a l'aeròdrom de Thruxton després de nou mesos d'entrenament. El 1960, amb la seva llicència de pilot, va comprar el primer avió, un vell biplà de la Royal Air Force, i per pagar-lo treballà com a demostradora d'avions Cessna i Piper. Era un Thruxton Jackaroo (convertit Tiger Moth) G-APAM, que va tenir fins al 1964, amb el qual va guanyar diverses carreres, obtenint els trofeus De Havilland i Jean Lennox Bird d'aquell any.
L'abril de 1966 va comprar un Piper Comanche 260B G-ATOY que anomenà Myth Too, en el qual va establir noranta rècords mundials, entre els quals els vols entre Londres i Ciutat del Cap (1967), a través de l'oceà Atlàntic Nord (1967), l'Atlàntic Sud (1969) i d'equador a equador sobre el pol nord (1971). El seu primer vol en solitari de volta al món va començar a Londres-Heathrow el 18 de maig de 1966 i va concloure el 20 de juny de 1966, després d'haver recorregut aproximadament 31.000 milles (49.890 quilòmetres) en 189 hores de vol en 34 dies. El 1969–70 va volar en solitari per tot el món en el mateix avió per segona vegada. Aquest avió va ser greument danyat l'any 1979 (després de vendre'l el 1971) i les restes es troben exposades a la col·lecció del National Museum of Flight, a l'aeròdrom d'East Fortune, a East Lothian, Escòcia. Més tard va fer servir un Piper Comanche 400 N8515P prestat, amb el qual va establir nous rècords.
El 1971 va comprar un Piper Aztec 250 G-AYTO bimotor que va anomenar Mythre, en el qual va completar el seu tercer vol de volta al món en solitari el mateix any. Aquest avió va ser destruït en una inundació a la fàbrica Piper de Lock Haven el 1972.
Sheila Scott va escriure I Must Fly (1968) i On Top of the World (1973). Va morir a l'edat de 66 anys al Marsden Reial Hospital, Londres, el 1988.

## Afiliacions
Va ser la fundadora, i la primera governadora, de la branca britànica de les Ninety-Nines, una associació de dones pilots amb llicència, que havia estat creada per Amelia Earhart, i de les Whirly-Girls, una associació de dones pilots d'helicòpters.

## Honors i premis
Va ser nomenada Oficial de l'Orde de l'Imperi britànic (OBE) el 1968. Un dels edificis docents de la Universitat de Worcester porta el seu nom.
El 1967, Scott va ser guardonada com a guanyadora d'un Harmon International Aviation Trophy per haver establert un nou rècord de velocitat d'avió lleuger de 28.633 milles en solitari en 33 dies i 3 minuts. Va rebre el premi Brabazon of Tara el 1965, el 1967 i el 1968. Va rebre el trofeu Britannia del Royal Aero Club of Britain el 1968 i la medalla d'or del Royal Aero Club el 1971.